# Marathon van Turijn 1996
De marathon van Turijn 1996 werd gelopen op zondag 12 mei 1996. Het was de tiende editie van deze marathon.
De Keniaan Abel Gisemba bereikte bij de mannen als eerste de finish in 2:11.41. De Italiaanse Franca Fiacconi won bij de vrouwen in 2:29.18, voor het vierde achtereenvolgende jaar een verbetering van het parcoursrecord.

## Uitslagen

### Mannen
| rang   | naam                    | land | tijd    |
| ------ | ----------------------- | ---- | ------- |
| Goud   | Abel Gisemba            | KEN  | 2:11.41 |
| Zilver | Jonathan Solly          | ENG  | 2:12.25 |
| Brons  | Noriaki Kiguchi         | JPN  | 2:12.51 |
| 4      | Stephen Kirwa           | KEN  | 2:12.59 |
| 5      | Said Belaout            | ALG  | 2:13.00 |
| 6      | Ahmed Hussein           | ETH  | 2:13.17 |
| 7      | Joel Onwon'ga           | KEN  | 2:13.30 |
| 8      | Paul Arpin              | FRA  | 2:13.46 |
| 9      | Nelson Chirchir         | KEN  | 2:14.15 |
| 10     | Jose Andres Perez       | ESP  | 2:14.21 |
| 11     | Massimiliano Ingrami    | ITA  | 2:14.29 |
| 12     | Franco Togni            | ITA  | 2:14.39 |
| 13     | Nour Bile               | ETH  | 2:14.56 |
| 14     | Francesco Panetta       | ITA  | 2:15.15 |
| 15     | Roman Kejzar            | SLO  | 2:15.39 |
| 16     | Mohamed Abdouny         | MAR  | 2:16.42 |
| 17     | Roberto Antonelli       | ITA  | 2:16.52 |
| 18     | Salvatore Nicosia       | ITA  | 2:17.05 |
| 19     | Patrick Ndayisenga      | BDI  | 2:17.12 |
| 20     | Marco Gozzano           | ITA  | 2:17.32 |
| 21     | Francisco-Javier Cortes | ESP  | 2:18.24 |
| 22     | Yared Kebede            | ETH  | 2:18.42 |
| 23     | Edoardo Romano          | ITA  | 2:18.54 |
| 24     | Nicola Ciavarella       | ITA  | 2:19.34 |

### Vrouwen
| rang   | naam                   | land | tijd    |
| ------ | ---------------------- | ---- | ------- |
| Goud   | Franca Fiacconi        | ITA  | 2:29.18 |
| Zilver | Maria Polizou          | GRE  | 2:33.43 |
| Brons  | Gadisse Edato          | ETH  | 2:36.46 |
| 4      | Adriana Barbu          | ROU  | 2:37.39 |
| 5      | Yekaterina Khramenkova | BLR  | 2:37.45 |
| 6      | Nina Korvryzkina       | UKR  | 2:37.50 |
| 7      | Emebet Abossa          | ETH  | 2:40.30 |
| 8      | Ljoedmila Petrova      | RUS  | 2:43.12 |
| 9      | Gigliola Borghini      | ITA  | 2:44.06 |
| 10     | Manuela Livani         | ITA  | 2:47.46 |
| 11     | Maria Flora Moreno     | MEX  | 2:53.32 |

1974 ·
1975 ·
1976 ·
1977 ·
1978 ·
1979 ·
1980 ·
1981 ·
1982 ·
1983 ·
1984 ·
1985 ·
1986 ·
1987 ·
1988 ·
1989 ·
1990 ·
1991 ·
1992 ·
1993 ·
1994 ·
1995 ·
1996 ·
1997 ·
1998 ·
1999 ·
2000 ·
2001 ·
2002 ·
2003 ·
2004 ·
2005 ·
2006 ·
2007 ·
2008 ·
2009 ·
2010 ·
2011 ·
2012 ·
2013 ·
2014 ·
2015 ·
2016 ·
2017